# Dora van der Groen
Dora van der Groen (Antwerpen, 10 maart 1927 – Geel, 8 november 2015) was een Vlaamse actrice. Ze werkte ook als toneelpedagoge en als toneelregisseuse.

## Levensloop
Van der Groen begon als actrice bij de Antwerpse Koninklijke Nederlandse Schouwburg en later speelde ze bij de Brusselse Koninklijke Vlaamse Schouwburg. Vanaf 1978 was ze artistiek leider van de toneelafdeling van het Koninklijk Vlaams Muziekconservatorium in Antwerpen, tot deze afdeling samengevoegd werd met de Studio Herman Teirlinck.
Ze was eerder getrouwd met de acteur Tone Brulin en later met Wies Andersen. Uit het eerste huwelijk had ze twee zonen. Uit het tweede werd de regisseur Brick de Bois geboren. In 2009 werd zij benoemd tot commandeur in de Kroonorde.

## Films
- De ordening (2003)
- Villa des Roses (2002)
- Pauline & Paulette (2001)
- Mariken (2000)
- Film 1 (1999)
- S. (1998)
- Blazen tot honderd (1998)
- Leonie (1997)
- Antonia (1995)
- Minder dood dan de anderen (1992)
- Eline Vere (1991)
- Jan Rap en z'n maat (1989)
- L'Oeuvre au noir (1988)
- Havinck (1987)
- Dagboek van een oude dwaas (1987)
- L'Été provisoire (1985)
- De Aardwolf (1984)
- Jan zonder Vrees (1984)
- De Vlaschaard (1983)
- Het verleden (1982)
- Alleen (1982)
- Rubens, schilder en diplomaat (1977)
- De komst van Joachim Stiller (1976)
- Dokter Pulder zaait papavers (1975)
- Keetje Tippel (1975)
- Kind van de zon (1975)
- Dakota (1974)
- Camera Sutra (of de bleekgezichten) (1973)
- Het Dwaallicht (1973)
- Rolande met de bles (1972)
- La maison sous les arbres (1971)
- Ieder van ons (1971)
- Malpertuis (1971)
- Monsieur Hawarden (1969)
- Het geluk komt morgen (1958)
- Wat doen we met de liefde? (1957)
- Vuur, liefde en vitaminen (1956)
- Meeuwen sterven in de haven (1955)
- Baas Gansendonck (1945)

## Televisie
- Terug naar Oosterdonk (1997) als Fien
- Moeder, waarom leven wij? (1993)
- Bex & Blanche (1993-1994) als Blanche
- Langs de Kade (1988-1993) als 'mammie'
- De Bossen van Vlaanderen (televisieserie) (1991) als Gravin Ruysseveldt
- Willem van Oranje (1984) als Margaretha van Parma
- De Burgemeester van Veurne (1984) als Thérèse Terlinck
- Tantes (1984) als Tante Clemence
- Transport (1983) als Bertha Maes
- Maria Speermalie (1978) als Tante Mele
- Tussen wal en schip (1977) als Martha Seinen (televisieserie met Kees Brusse)
- De Vorstinnen van Brugge (1972) als Ida Spilliaert
- Wij, Heren van Zichem (1969) met een dubbelrol als Melanie van de smid en vrouw Coene
- Vertel me iets nieuws over regenwormen (1968) als Emmy
- Jeroom en Benzamien (1966) als de cafébazin Floranske
- Kapitein Zeppos (1964) als Beatrice de operazangeres
- De kat op de koord (1963)
- Tijl Uilenspiegel (1961) als moeder van Tijl Uilenspiegel
- Het geheim van Killary Harbour (1960)